# Ivan V., ruski car
Ivan V. (6. rujna 1666. – 8. veljače 1696.) je bio ruski car zajedno s Petrom Velikim od svibnja 1682. godine.

## Državni udari
Smrću Ivanova brata Fjodora III. 7. svibnja 1682. godine bez djece on je kao najstariji preživjeli sin Alekseja I. trebao postati automatizmom novi car. U pokušaju da se to spriječi njegova maćeha je izvršila državni udar i na prijestolje postavila svoga sina Petra Velikog. Na tu vijest simpatizeri pokojne Ivanove majke su odlučili izvršiti protuudar uz pomoć vojske i stanovnika Moskve. Vojni garnizon u Moskvi se pod utjecajem lojalista pobunio 25. svibnja 1682. godine, a šest dana poslije je uz narodnu pomoć osvojio Kremlj. Nakon tako izvršenog protuudara, Ivan V. je proglašen vrhovnim carem dok je Petar degradiran na poziciju mlađeg cara.

## Car
Bez obzira na taj zaverenički uspjeh niti najvatrenije pristalice novoga cara nisu mogle sakriti činjenicu kako je on bio fizički i psihički invalid koji nikada neće biti u stanju direktno upravljati državom. Kako bi se to ispravilo njegova i Petrova sestra Sofija je proglašena carskim regentom. Kako su se prvobitno od sadašnjeg dvora organizirane ulične demonstracije svidjele avanturistima jedan od njih je pokušao novim jurišem na Kremlj u jesen 1682. godine osvojiti vlast. Tada su oba cara i regent jedva uspjela pobjeći iz Moskve koja pada u ruke pobunjenika. Tijekom sljedećih mjeseci ova buna je ugušena nakon čega dolazi do uspostave unutrašnjeg mira. Sofija je potom tijekom svojih 7 regentskih godina reformama smanjila represivne mjere protiv odbjeglih kmetova, sklopila vječiti mir s Poljskom, nepovoljni mir s Kinom i počela dugotrajni rat protiv Turske .

## Abdikacija
Ivan V. ili točnije Sofija u ime Rusije objavljuje za sebe nesretni rat Turskoj 1686. godine. Tri godine potom velika ruska vojska od 150 tisuća vojnika je napala Krimski Kanat. U bitkama što usljeđuju postavljeni cilj nije bio postignut što je otvorilo pitanje o upravljačkim sposobnostima Sofije u upravljanju državom. Vidjevši da gubi vlast zbog punoljetnosti Petra Velikog i vojnih neuspjeha, ona prvo pokušava organizirati novu narodnu bunu. Kada to propada dolazi do postavljanja pitanja Ivanu želi li on da Sofija vlada u njegovo ime ili da vrhovnu vlast preuzme Petar. Pošto on odabire brata dolazi do formalne abdikacije i njegovog carskog degradiranja na drugu poziciju u ljeto 1689. godine.

## Kraj života i potomci
Sljedećih sedam godina on živi sa svojom ženom u samoizolaciji na dvoru dok mu zdravlje na očigled svih propada. Tri godine prije smrti strani diplomati u svojim izvještajima opisuju ga kao senilnog, teškog pokretljivog i gotovo slijepog. Ivan je umro u dubokoj biološkoj starosti 8. veljače 1696. bez obzira na svojih niti napunjenih 30 godina.
Bez obzira na činjenicu da je bio i fizički i psihički invalid ovaj car je imao 5 kćeri. U trenutku izumrijeća muške linije potomaka Petra Velikog, Ivanova kćer Ana bit će proglašena caricom jer potiče od najstarijeg sina cara Alekseja I., koji je ostavio potomke.
| Prethodnik:  | ruski car zajedno s Petrom Velikim | Nasljednik:  |
| Petar Veliki | ruski car zajedno s Petrom Velikim | Petar Veliki |